# Pecos (Nuevo México)
Pecos es una villa ubicada en el condado de San Miguel, en el estado estadounidense de Nuevo México. En el Censo de 2010 tenía una población de 1392 habitantes y una densidad poblacional de 309,59 personas por km².

## Geografía
Pecos se encuentra ubicada en las coordenadas 35°34′32″N 105°40′43″O / 35.57556, -105.67861. Según la Oficina del Censo de los Estados Unidos, Pecos tiene una superficie total de 4.5 km², de la cual 4.5 km² corresponden a tierra firme y 0 km² (0 %) es agua.

## Demografía
Según el censo de 2010, había 1392 personas residiendo en Pecos. La densidad de población era de 309,59 hab./km². De los 1392 habitantes, Pecos estaba compuesto por el 64.8 % blancos, el 0.93 % eran afroamericanos, el 2.08 % eran amerindios, el 0.36 % eran asiáticos, el 0 % eran isleños del Pacífico, el 26.72 % eran de otras razas y el 5.1 % pertenecían a dos o más razas. Del total de la población el 79.74 % eran hispanos o latinos de cualquier raza.